# Hongkong Kun Chungtempel
Hongkong Kun Chungtempel ligt in Fan Ling, New Territories, Hongkong. In februari 2004 kreeg het van de Hongkongse overheid toestemming om de eerste wettige boeddhistische trouwplek te zijn. Het werd dus een soort boeddhistische vervanging van de kerk. De voorzitter van Hong Kong Buddhist Association was de bedenker ervan. De tempel is ook verbonden met Heung Hoi Ching Kok Association.